# Атвуд (Канзас)
Атвуд (англ. Atwood) — город в штате Канзас (США). Административный центр округа Ролинс. В 2020 году в городе проживали 1290 человек.
Территория округа Ролинс была охотничьими угодьями индейцев шайеннов, команчей и арапахо. В апреле 1879 года Дж. М. Мэтени и Т. А. Эндрюс заложили город Атвуд.

## Географическое положение

Атвуд на картах округа и штата

По данным Бюро переписи населения США Атвуд имеет общую площадь в 2,91 км². Город находится на севере штата Канзас. На территории города находится озеро Атвуд.
Через город проходят шоссе:
- K-25 (англ. K-25)
- US 36 (англ. U.S. Route 36)

## Население
| Год переписи | Нас. |  | %±     |
| ------------ | ---- |  | ------ |
| 1890         | 450  |  | —      |
| 1900         | 486  |  | 8%     |
| 1910         | 680  |  | 39,9%  |
| 1920         | 919  |  | 35,1%  |
| 1930         | 1106 |  | 20,3%  |
| 1940         | 1408 |  | 27,3%  |
| 1950         | 1613 |  | 14,6%  |
| 1960         | 1906 |  | 18,2%  |
| 1970         | 1658 |  | −13%   |
| 1980         | 1665 |  | 0,4%   |
| 1990         | 1388 |  | −16,6% |
| 2000         | 1279 |  | −7,9%  |
| 2010         | 1194 |  | −6,6%  |
| 2020         | 1290 |  | 8%     |

В 2020 году в городе проживало 1290 человек (44,2 % мужчин и 66,8 % женщин), насчитывалось 546 домашних хозяйств. Население Атвуда по возрастному диапазону распределилось следующим образом: 21,0 % — жители младше 18 лет, 54,4 % — от 18 до 65 лет и 24,6 % — в возрасте 65 лет и старше. Медианный возраст — 46,2 лет. Расовый состав: белые — 87,2 %, и представители двух и более рас — 7,7 %. Высшее образование имели 19,5 %.
В 2020 году медианный доход на домашнее хозяйство оценивался в 61 944 $, на семью — 77 788 $. 10,7 % от всей численности населения находилось на момент переписи за чертой бедности. 57,1 % работали в частных компаниях, 7,1 % — самозанятые, 6,0 % были сотрудниками частных некоммерческих организаций, 20,5 % были государственными служащими, 9,3 % были самозанятыми в собственном незарегистрированном бизнесе или домашнем хозяйстве.